# Корпус коммандос Афганской национальной армии
Корпус коммандос Афганской национальной армии (ранее — бригада и батальон коммандос АНА, пушту د افغان ملي اردو کومانډو قول اردو‎) — силы специального назначения Вооружённых сил Исламской республики Афганистан для разведки и диверсионных действий в оперативном тылу войск противника. Корпус сформирован из существующих пехотных батальонов. Учрежден в начале 2007 году в рамках партнёрства и сотрудничества с рейнджерами Армии США. Прекратил своё существование 15 августа 2021 из-за наступления талибов, был расформирован, личный состав уволен.

## Обучение
Обучение проводится в Учебном центре сил специального назначения имени Кевина Морхеда (Morehead Commando Training Center), бывшем учебном комплексе талибов, расположенном в шести милях к югу от Кабула, Афганистан. Учебный центр назван в честь солдата 5-й группы специального назначения Армии США, мастер-сержанта Кевина Морхеда, убитого в Ираке в сентябре 2003 года.
Обучение снабжению, материально-техническому обеспечению и операциям проводилось наставниками из Объединенного переходного командования безопасности в Афганистане, Сил специальных операций США, французских сил специального назначения и кадрами коммандос АНА.
12-недельная программа включает три параллельных учебных раздела на протяжении всего курса. Основная и основная часть обучения предназначена для пехотных толи (роты) с упором на индивидуальные навыки и тактику небольших подразделений. Для поддержки линейных компаний в штаб-квартире и штаб-квартире Толи проходит специальную подготовку по особым навыкам, таким как миномет, медицинское обслуживание и связь. Третий раздел посвящен персоналу батальонов, их основным сферам ответственности и функциям командования и управления (C2).
По окончании учебы каждый батальон специального назначения возвращается в назначенную ему зону корпуса вместе со встроенной командой A спецназа армии США и начинает использовать 18-недельный тренировочный цикл, который разбивается на шесть недель каждый из тренировок, миссий и восстановления. Из пяти действующих групп специального назначения США, 3-я и 7-я группы поочередно выполняли обязанности по продолжению обучения и консультирования на театре военных действий в Афганистане.

## История операций

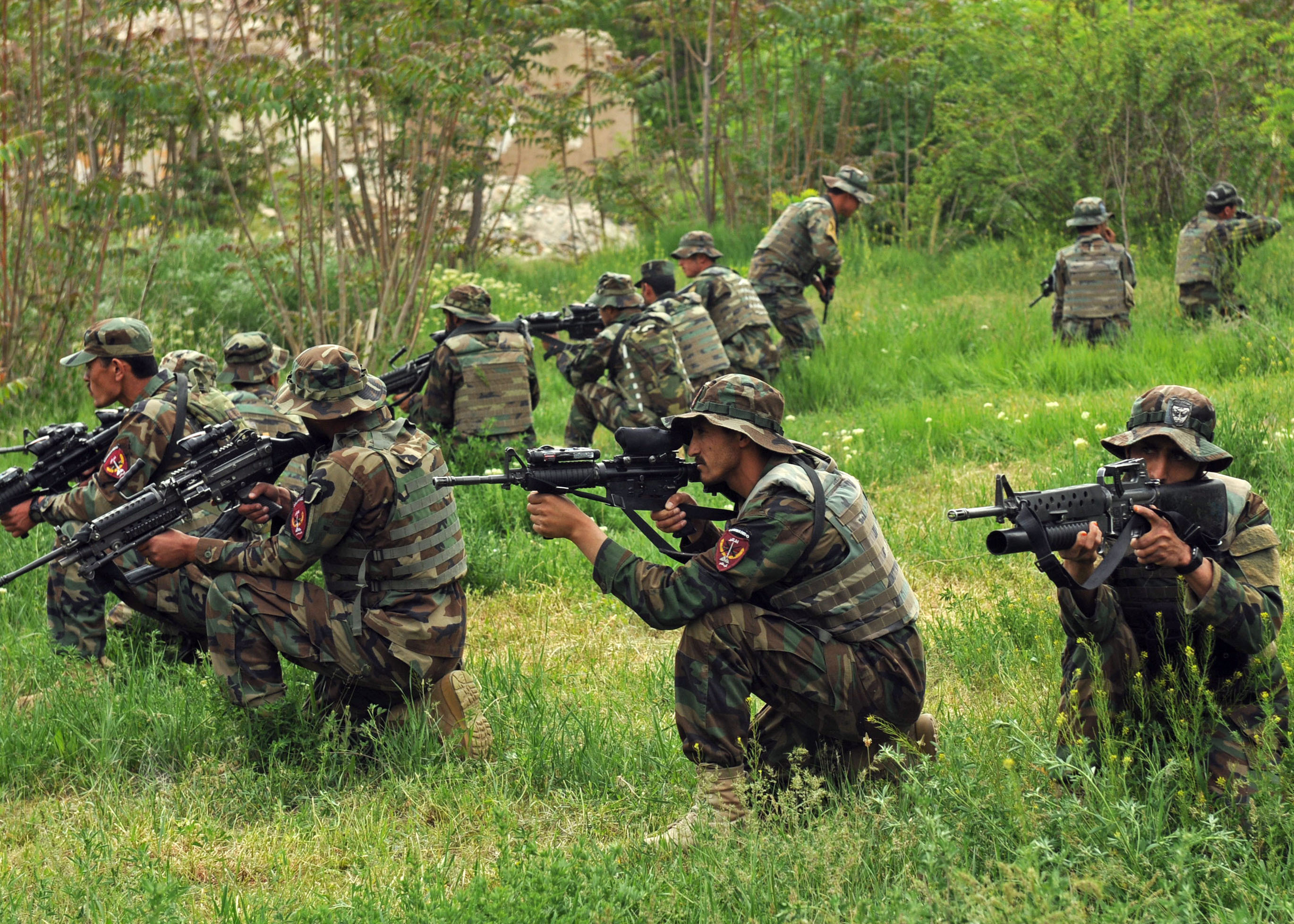
6-й батальон специального назначения проводит учения по расчистке территории в провинции Кабул

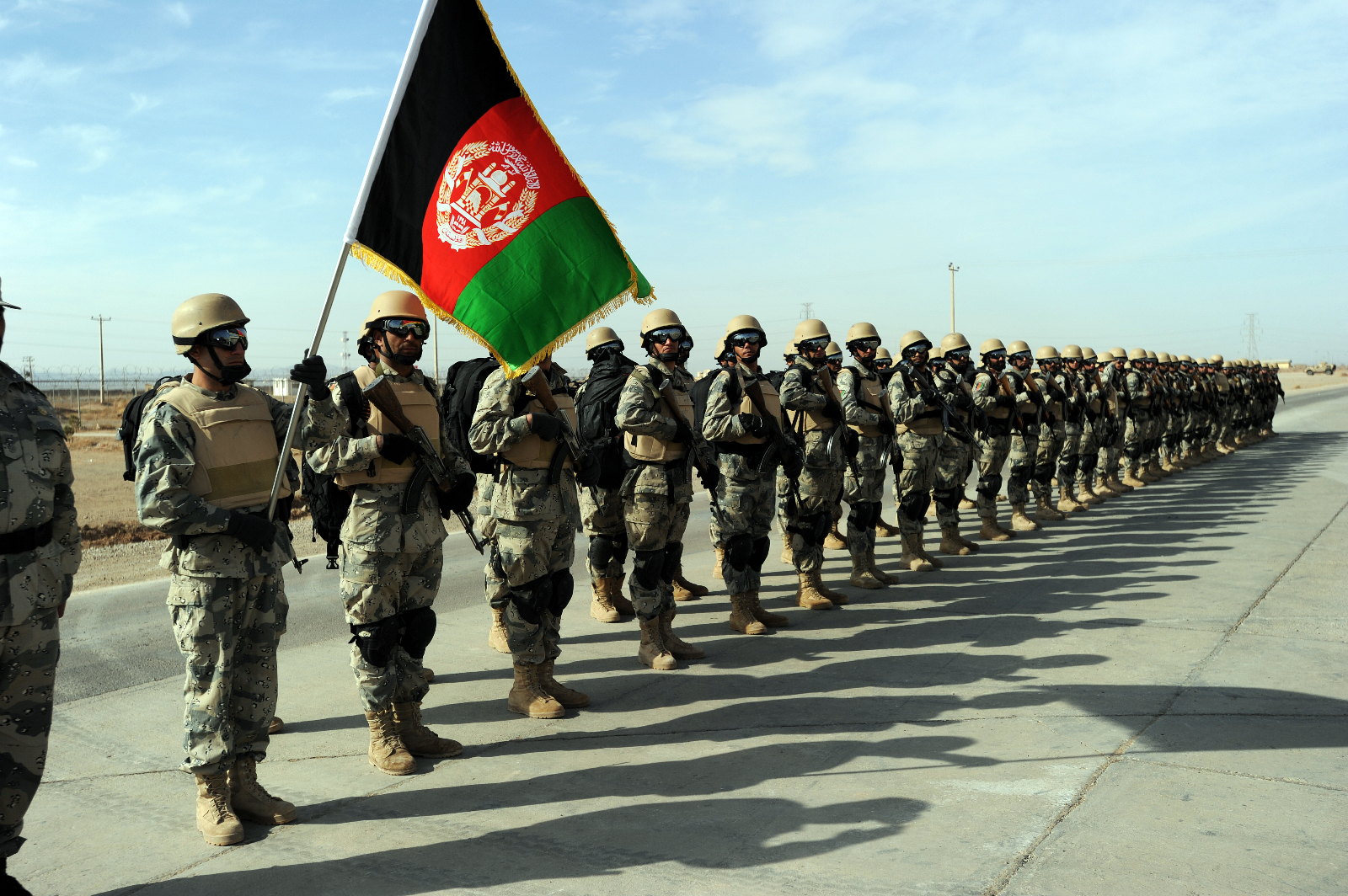
Афганская пограничная полиция (ABP) в провинции Герат.

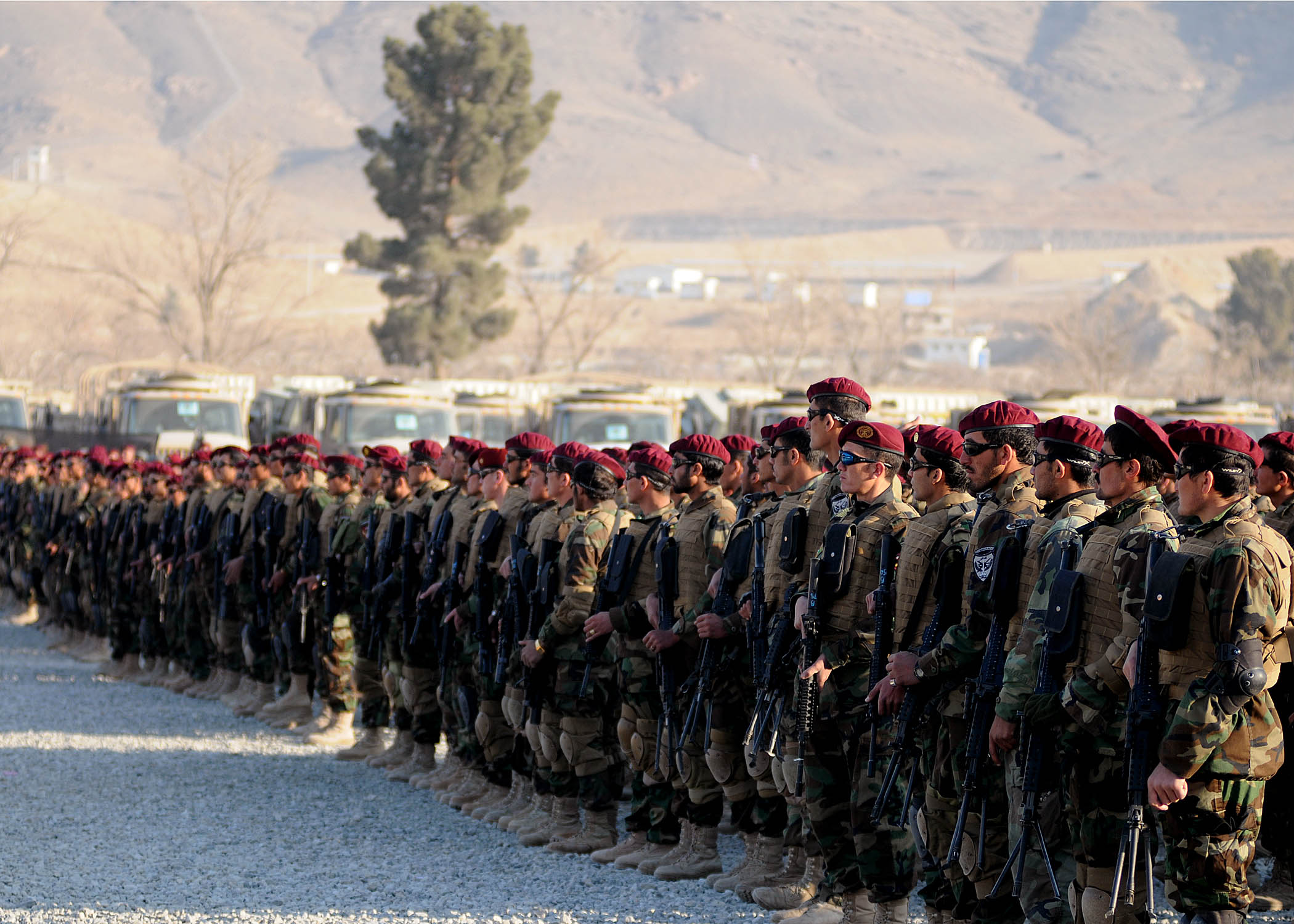
7-й батальон специального назначения в 2010 г

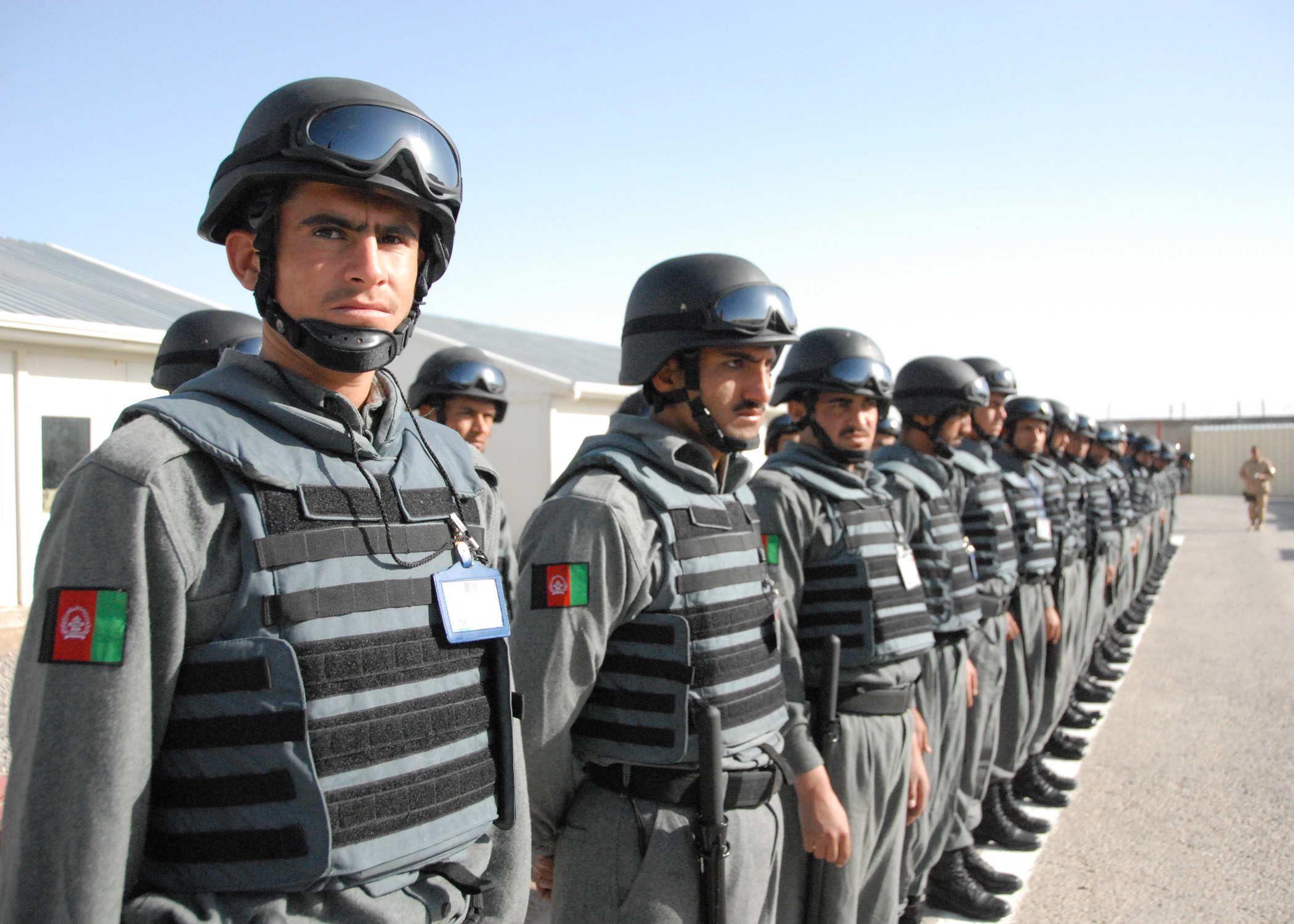
Члены почетного караула АНП в тренировочном лагере призывников в провинции Кандагар в 2009 г

Сентябрь 2007 г .: 24 июля 2007 г. закончил обучение 1-й батальон специального назначения АНА, командиром батальона стал полковник Фарид Ахмади. Этот батальон специального назначения АНА провел свою первую операцию, двухдневную миссию в сентябре 2007 года, в 30 милях к юго-западу от Джелалабада в районе Шерзад провинции Нангархар. Там они захватили два больших тайника с оружием, более 80 кг опиума и задержали Хаджи Шир Хана, известного производителя самодельных взрывных устройств.
Ноябрь 2007: 1-й батальон специального назначения (201-й), на рассвете провел воздушно-штурмовой налет на территорию высокопоставленного посредника Талибана, положив начало четырехдневной наступательной операции под названием «Операция „Ярость коммандос“» в долине Тагаб. Провинция Каписа, 10-14 ноября 2007 г. Совместные усилия Афганской национальной полиции и Афганской национальной армии помогли батальонам коммандос разрушить удержание талибов в долине Тагаб.
Декабрь 2007: 2-й батальон специального назначения АНА, первоначально из 203-го корпуса, провел серию рейдов по всему району Сабари в афганской провинции Ховст, 27-28 декабря 2007 года. Во время операции силы арестовали подозреваемого крупного пособника повстанцев. связан с террористической организацией Хизб-и-Ислами в Афганистане и, как полагают, имеет связи с террористической группой сети Хаккани, Талибаном и Аль-Каидой. Объединенные афганские силы провели двухдневную операцию без единого выстрела.
Январь 2008: 3-й батальон специального назначения АНА, первоначально из 205-го корпуса, вместе с силами Коалиции, провел четырехдневную операцию по пресечению активности повстанцев в нестабильной долине Тагаб в провинции Каписа 19-23 января 2008 года. Третий батальон специального назначения патрулировали водохранилище Наглу до деревни Джангали, чтобы сорвать действия повстанцев в центре долины, когда объединенные силы двинулись на север. Эта операция послужила выпускным упражнением для обеспечения уверенности в способностях только что сформированного батальона специального назначения.
Февраль 2008: 2-й батальон специального назначения АНА (203-й корпус) вместе с силами коалиции захватил ключевого посредника повстанцев в провинции Хост 9 февраля 2008 г. Министерство обороны объявило, что силы АНА захватили известного командира талибов Насимуллу во время объединенной операция в районе Данд Факиран района Якуби.
Февраль 2008: 1-я рота 1-го батальона специального назначения АНА (201-й корпус) провел ночной воздушно-штурмовой налет в провинции Гильменд, чтобы захватить лидера талибов муллу Абдула Бари. Бари был одним из лучших полевых командиров талибов, способных нанести смертельный удар в провинции Гильменд и Урузган. Он руководил операциями талибов против британцев в северной провинции Гильменд в районах Каджаки, Муса-Кала и Багран. Бари был бывшим губернатором Гильменда при режиме талибов.
В операции под названием Say Laab, что означает «наводнение», использовалось несколько вертолетов и более 100 коммандос одновременно поразили четыре отдельные цели. В ходе операции было захвачено 11 комбатантов, а также уничтожено шесть вражеских транспортных средств, содержащих тысячи фунтов оружия и боеприпасов, а также незаконных наркотиков на сумму около 8 миллионов долларов. Бари и 29 бойцов Талибана были убиты в ходе пятичасовой операции. Точная дата операции не сообщается, но об этом сообщил медиацентр CJTF-82 1 марта 2008 г.
Апрель 2008: один батальон специального назначения (имя неизвестно) 6 апреля провел операцию в провинции Нуристан, по сообщениям, поймал несколько членов террористической группы «Хезб-и-Ислами Гулбуддин» (HIG). Миссия привела к авиаудару коалиции, в результате которого наряду с наземными боями погибло до 20 боевиков. See
Ноябрь 2009: учебная миссия НАТО в Афганистане в рамках Международных сил содействия безопасности (ISAF).
В июле 2012 года афганские коммандос провели первую успешную ночную операцию. Пресс-секретарь Пентагона Джордж Литтл сообщил средствам массовой информации, что: "Прошлой ночью в Афганистане специальные операции США присоединились к афганским коммандос из первого батальона специальных операций в полномасштабных учениях, демонстрирующих ночное воздушное нападение. Это был афганский план, миссия под руководством афганцев. Афганские пилоты управляли четырьмя вертолетами во время учений, в которых участвовали более 50 афганских коммандос и силы специальных операций США, действующие в качестве советников. В ходе учений коммандос успешно обнаружили и задержали интересующего человека, изъяли оружие и разведданные". В марте 2013 года силы специальных операций США передали свою стратегическую базу в провинции Вардак.местным афганским спецназовцам. Афганские коммандос постепенно начали брать на себя руководство силами НАТО в борьбе с повстанцами. В апреле 2013 года афганские коммандос убили 22 повстанцев в провинции Нангархар и захватили еще 10 повстанцев.
20 сентября 2014 года местные власти в провинции Газни, Афганистан, сообщили, что боевики Талибана из разных регионов страны во главе с людьми в камуфляжной форме и черными масками захватили несколько деревень, подожгли не менее 60 домов, убили более 100 человек и обезглавили пятнадцать членов семей местных полицейских. Маскированная Повстанцы сообщений несла черный флаг из ISIL, открыто называла себя солдатами Daesh, и не разговаривать ни на местных языках. Заместитель начальника полиции генерал Асадулла Энсафи сообщил, что засады талибов остановили подкрепление афганской национальной армии и полиции провинции.от достижения области. Афганские коммандос, введенные с вертолета, смогли усилить подразделения, уже оборонявшие этот район, и Энсафи сообщил, что «непосредственная угроза районному центру устранена». Для получения дополнительной информации см. Инциденты, связанные с обезглавливанием ИГИЛ в 2014 году.

## Командиры
- Генерал-лейтенант — Мохаммад Фарид Ахмади